# Diatenes accrocausta
Diatenes accrocausta là một loài bướm đêm trong họ Noctuidae.